# Ardeutica mezion
Ardeutica mezion es una especie de polilla de la familia Tortricidae. Se encuentra en Cuba.